# Iglesia de San Miguel Arcángel (Irura)
La iglesia de San Miguel Arcángel es un inmueble de la localidad española de Irura, en la provincia de Guipúzcoa.

## Descripción
El edificio se encuentra en la localidad española de Irura, perteneciente a la provincia de Guipúzcoa, en la comunidad autónoma del País Vasco. Se menciona como iglesia parroquial del lugar en el Diccionario histórico-geográfico-descriptivo de los pueblos, valles, partidos, alcaldías y uniones de Guipúzcoa (1862) de Pablo de Gorosábel, donde aparece descrita con las siguientes palabras:

el pueblo se reduce á un conjunto de casas al contacto de la carretera, con la concejil, rectoral, plaza y una iglesia parroquial. Esta es de la advocacion de San Miguel, y se halla servida por un rector y un beneficiado; cuya presentacion corresponde á los dueños de casas del mismo lugar, que es el patrono.
(Gorosábel, 1862, p. 262)